# Championnat d'Allemagne de football 1958-1959
Navigation
Meisterschaft
(Oberligen)
1957-1958 Meisterschaft
(Oberligen)
1959-1560
La saison 1958-1959 du Championnat de RFA de football était la 49e édition de la première division allemande. Le championnat fut disputé par 9 clubs issus de cinq ligues supérieures (les champions et vice-champions des Oberligen Nord, West, Südwest, Süd et le champion de l'Oberliga Berlin).
Depuis 1947, quatre Oberligen (Nord, West, Süd et Südwest) s'étaient constituées auxquelles s'ajoutait la Vertragsliga Berlin. Celle-ci fut, par facilité, familièrement dénommée "Oberliga Berlin". Depuis la saison 1950-1951, cette ligue ne concernait plus que les clubs situés à Berlin-Ouest. Malgré la faiblesse générale de ses clubs par rapport à la moyenne générale, la "Ligue berlinoise" resta maintenue jusqu'en 1963 pour d'évidentes raisons politiques, mais aussi "sentimentales".
Les modalités de qualification et le nombre de qualifiés total et/ou par "Oberliga" évoluèrent au fil des saisons. En 1958-1959, la DFB appliqua le même système que lors des deux saisons précédentes (1957 et 1958). Cette fois, le tour préliminaire concerna cette fois les vice-champions des régions "Nord" et Sud-Ouest". Les huit derniers participants furent répartis en deux groupes de quatre avec de nouveau des matches aller/retour.
La grande finale fut à "100 % Süddeutscher Fußball-Verband" (SFV) avec une opposition entre l'Eintracht Frankfurt et les Kickers Offenbach. La Sportgemeinschaft Eintracht Frankfurt conquit le titre, au terme d'une finale épique. Les deux équipes restèrent au coude à coude longtemps. Après un partage (2-2), il fallut avoir recours à une prolongation. Francfort prit alors les devants (4-2) avant que les Kickers ne relancent le suspense. Finalement, les champions de l'Oberliga Süd s'imposèrent (5-3). Ce fut le premier et, à ce jour, seul titre national de l'Eintracht Frankfurt.
Ce titre permit à l'Eintracht Frankfurt de participer à la cinquième édition de la Coupe des clubs champions européens la saison suivante. Le champion d'Allemagne y atteignit la finale, où au terme d'un match riche de 10 buts, il subit la loi du Real Madrid (7-3).

## Oberliga Nord
L'Oberliga Nord 1958-1959 (en français : Ligue supérieure de football d'Allemagne du Nord) fut une ligue de football. Elle fut la 11e édition de cette ligue en tant que partie intégrante du Championnat d'Allemagne de football.
Cette zone couvrait le nord du pays et regroupait les Länder de Basse-Saxe, du Schleswig-Holstein et le territoire des « Villes libres » de Brême et de Hambourg.
De 1946 à la fin de l'été 1948, les équipes de cette zone avaient pris part, en commun avec cette de la zone « Ouest », aux compétitions appelées Meisterschaft der Britische Besatzungzone 1946-1947 et  Meisterschaft der Britische Besatzungzone 1947-1948.

### Compétitions
Dixième titre de Norddeutscher Meister pour Hamburger SV (le club remporta 15 des 16 titres de cette Oberliga Nord). Cette fois, son principal adversaire fut le Werder Bremen. Les deux clubs se qualifièrent pour la phase finale nationale.
Les deux montants se maintinrent. L'Eintracht Nordhorn fut relégué avec le VfL Wolfsburg dont ce fut la dernière apparition en Oberliga Nord.

#### Légende
| Légende         | |
| C               | Norddeutscher Meister & qualifié pour la phase finale nationale                                           |
| Q               | qualifié pour la phase finale nationale                                                                   |
| (T)             | Tenant du titre de l'Oberliga Nord 1957-1958                                                              |
| R               | Relégué en Amateurligen vue de la saison suivante                                                         |
| en augmentation | club promu des Amateurligen depuis la fin de la saison précédente                                         |
| CE              | "Coupe d'Europe": club désigné pour participer à la 2e édition de la Coupe d'Europe des Villes de Foires. |

#### Classement
|    |    |                              | M  | G  | N  | P  | +  | -  | Avg  | Pts |
| -- | -- | ---------------------------- | -- | -- | -- | -- | -- | -- | ---- | --- |
| C  | 1  | Hamburger SV (T)             | 30 | 25 | 2  | 3  | 98 | 29 | 3,38 | 52  |
| Q  | 2  | SV Werder Bremen             | 30 | 19 | 4  | 7  | 89 | 57 | 1,56 | 42  |
|    | 3  | VfR Neumünster               | 30 | 14 | 8  | 8  | 47 | 39 | 1,21 | 36  |
|    | 4  | VfL Osnabrück                | 30 | 15 | 5  | 10 | 61 | 49 | 1,24 | 35  |
|    | 5  | Braunschweiger TSV Eintracht | 30 | 13 | 7  | 10 | 64 | 55 | 1,16 | 33  |
| CE | 6  | Hannover SV 96               | 30 | 12 | 8  | 10 | 45 | 41 | 1,10 | 32  |
|    | 7  | FC St. Pauli                 | 30 | 11 | 10 | 9  | 52 | 54 | 0,96 | 32  |
|    | 8  | FC Altona 93                 | 30 | 14 | 3  | 10 | 51 | 46 | 1,11 | 31  |
|    | 9  | TuS Bremerhaven 93           | 30 | 12 | 4  | 14 | 54 | 66 | 0,82 | 28  |
|    | 10 | Kieler SV Holstein           | 30 | 12 | 3  | 15 | 57 | 54 | 1,06 | 27  |
|    | 11 | ASV Bergedorf 85             | 30 | 12 | 3  | 15 | 41 | 50 | 0,82 | 27  |
|    | 12 | SC Concordia Hamburg         | 30 | 9  | 7  | 14 | 53 | 66 | 0,80 | 25  |
|    | 13 | VfV Hildesheim               | 30 | 8  | 8  | 14 | 28 | 50 | 1,18 | 24  |
|    | 14 | 1. FC Phönix Lübeck          | 30 | 6  | 10 | 14 | 37 | 58 | 0,64 | 22  |
| R  | 15 | SV Eintracht Nordhorn        | 30 | 6  | 8  | 17 | 34 | 72 | 0,47 | 18  |
| R  | 16 | VfL Wolfsburg                | 30 | 6  | 4  | 20 | 31 | 56 | 0,55 | 16  |

### Montées depuis l'échelon inférieur
Les deux derniers classés furent relégués et remplacés, en vue de la saison suivante, par deux clubs promus depuis les Amateurligen: SV Eintracht 08 Osnabrück et VfB Lübeck.

## Vertragsliga Berlin
L’Oberliga Berlin 1958-1959 — nom officiel Vertragsliga Berlin, en français : « Ligue berlinoise de football » — fut une ligue de football organisée à Berlin-Ouest.
Ce fut la 12e édition de cette ligue en tant que partie intégrante du Championnat d'Allemagne de football (deux éditions avaient eu lieu à titre « individuel » en 1945-1946 et en 1946-1947).
Depuis la saison 1950-1951, seuls les clubs localisés dans les différents districts de Berlin-Ouest participent à cette ligue.

### Nom officiel
Précisons que l'appellation officielle de la ligue fut Vertragsliga  Berlin. Mais afin de faciliter la compréhension et le suivi de saison en saison, nous employons expressément le terme « Oberliga Berlin », puisque dans la structure mise en place par la DFB, cette ligue allait avoir dans les saisons suivantes, la même valeur que les quatre autres Oberligen (Nord, Ouest, Sud et Sud-Ouest).

### Compétition
La Berliner Fußball-Verband (BFV) apporta quelques adaptations à sa plus haute division. D'une part, il fut décidé de ramener le nombre de participants de 12 à 10 clubs. Cette réduction s'étala sur deux saisons. D'autre part, dorénavant afin d'augmenter le nombre de matches, chaque équipe rencontra trois fois chacun de ses adversaires. En 1959, ce fut le SC Tasmania 1900 Berlin qui s'empara d'un titre de Berliner Meister et se qualifia pour la phase finale nationale.
Les deux promus furent relégués vers une ligue inférieure. Il n'y eut donc qu'un seul montant. La ligue se joua avec 11 équipes la saison suivante

#### Légende
| C               | Berliner Meister & qualifié pour la phase finale nationale              |
| (T)             | Tenant du titre Berliner Meister 1957-1958                              |
| R               | Relégué en vue de la saison suivante                                    |
| en augmentation | club promu des séries inférieures depuis la fin de la saison précédente |

#### Classement
|   |    |                            | M  | G  | N | P  | +  | -  | Avg  | Pts |
| - | -- | -------------------------- | -- | -- | - | -- | -- | -- | ---- | --- |
| C | 1  | SC Tasmania 1900 Berlin    | 33 | 21 | 6 | 6  | 71 | 34 | 2,09 | 48  |
|   | 2  | Spandauer SV               | 33 | 22 | 3 | 8  | 82 | 50 | 1,64 | 47  |
|   | 3  | Hertha BSC Berlin          | 33 | 19 | 5 | 9  | 81 | 56 | 1,45 | 43  |
|   | 4  | Berliner FC Viktoria 89    | 33 | 16 | 8 | 9  | 61 | 45 | 1,36 | 40  |
|   | 5  | SV Blau-Weiss Berlin       | 33 | 15 | 5 | 13 | 51 | 47 | 1,09 | 35  |
|   | 6  | FC Hertha 03 Zehlendorf    | 33 | 13 | 7 | 13 | 55 | 50 | 1,10 | 33  |
|   | 7  | Tennis Borussia Berlin (T) | 33 | 15 | 3 | 15 | 67 | 62 | 1,08 | 33  |
|   | 8  | Berliner SV 92             | 33 | 11 | 7 | 15 | 46 | 65 | 0,71 | 29  |
|   | 9  | SC Union 06 Berlin         | 33 | 11 | 6 | 16 | 60 | 68 | 0,88 | 28  |
|   | 10 | SC Wacker 04 Reinickendorf | 33 | 11 | 6 | 16 | 62 | 80 | 0,78 | 28  |
| R | 11 | Berliner FC Südring        | 33 | 5  | 7 | 21 | 32 | 73 | 0,44 | 17  |
| R | 12 | SC Rapide Wedding 1893     | 33 | 5  | 5 | 23 | 43 | 81 | 0,53 | 15  |

### Montants depuis l'échelon inférieur
Les deux promus furent relégués. Mais en cette fin de saison, il n'y eut qu'un seul montant depuis les séries inférieures, le SV Norden-Nordwest 1898.

## Oberliga West
L'Oberliga West 1958-1959 (en français : Ligue supérieure de football d'Allemagne occidentale) fut une ligue de football. Elle fut la 11e édition de cette ligue en tant que partie intégrante de la nouvelle formule du Championnat d'Allemagne de football.
Cette zone couvrait la région Ouest du pays: le Land de Rhénanie du Nord-Wesphalie.
De 1946 à la fin de l'été 1948, les équipes de cette Oberliga avaient pris part, en commun avec les clubs de la région « Nord », aux compétitions appelées Meisterschaft der Britische Besatzungzone 1946-1947 et  Meisterschaft der Britische Besatzungzone 1947-1948.

### Compétitions
Tenant du titre de Westdeutscher Meister, Schalke 04 loupa sa saison de championnat de ne termina que 11e. Le titre revint à la surprise générale à Westfalia Herne. Le 1. FC Köln fut une nouvelle fois vice-champion. Ces deux clubs prirent part à la phase finale nationale où pour la première fois depuis plusieurs saisons, un club de l'Ouest ne s'imposa pas.
Les deux derniers classés furent relégués en 2. Oberliga West.

#### Légende
| Légende         |                                                                         |
|                 | Champion d'Allemagne de l'Ouest 1958                                    |
| C               | Westdeutscher Meister & qualifié pour la phase finale nationale         |
| Q               | qualifié pour la phase finale nationale                                 |
| (T)             | Tenant du titre Oberliga West 1957-1958                                 |
| R               | club relégués en 2. Oberliga West pour la saison suivante               |
| en augmentation | club promu de la 2. Oberliga West depuis la fin de la saison précédente |

#### Classement
|   |    |                           | M  | G  | N  | P  | +  | -  | Avg  | Pts |
| - | -- | ------------------------- | -- | -- | -- | -- | -- | -- | ---- | --- |
| C | 1  | SC Westfalia Herne        | 30 | 19 | 7  | 4  | 60 | 23 | 2,61 | 45  |
| Q | 2  | 1. FC Köln                | 30 | 13 | 13 | 4  | 60 | 35 | 1,71 | 39  |
|   | 3  | Fortuna Düsseldorf        | 30 | 17 | 5  | 8  | 89 | 56 | 1,59 | 39  |
|   | 4  | VfL Bochum                | 30 | 14 | 8  | 8  | 61 | 43 | 1,42 | 36  |
|   | 5  | Borussia Dortmund         | 30 | 15 | 5  | 10 | 59 | 47 | 1,25 | 35  |
|   | 6  | Rot-Weiss Essen           | 30 | 13 | 6  | 11 | 51 | 42 | 1,21 | 32  |
|   | 7  | SC Preussen Münster       | 30 | 13 | 6  | 11 | 50 | 51 | 0,98 | 32  |
|   | 8  | Meidericher SV            | 30 | 12 | 6  | 12 | 44 | 44 | 1,00 | 30  |
|   | 9  | Duisburger SpV            | 30 | 8  | 12 | 10 | 55 | 46 | 1,20 | 28  |
|   | 10 | Aachener TSV Alemannia    | 30 | 12 | 4  | 14 | 52 | 56 | 0,93 | 28  |
|   | 11 | FC Schalke 04 (T)         | 30 | 9  | 9  | 12 | 57 | 52 | 1,10 | 27  |
|   | 12 | Rot-Weiss Oberhausen      | 30 | 9  | 9  | 12 | 48 | 65 | 0,74 | 27  |
|   | 13 | Borussia München-Gladbach | 30 | 8  | 9  | 13 | 39 | 58 | 0,67 | 25  |
|   | 14 | SC Viktoria 04 Köln       | 30 | 8  | 7  | 15 | 57 | 83 | 0,69 | 23  |
| R | 15 | SV Sodingen               | 30 | 6  | 9  | 15 | 34 | 57 | 0,60 | 21  |
| R | 16 | STV Horst-Emscher         | 30 | 4  | 5  | 21 | 32 | 90 | 0,36 | 13  |

### Parcours européen
Champion d'Allemagne de l'Ouest 1958, le FC Schalke 04 participa à la 4e édition de la Coupe des Clubs champions européens. Les Königsblauen atteignirent les quarts de finale après avoir réussi l'exploit d'éliminer Wolverhampton, champion d'Angleterre.

#### Coupe des Clubs champions
À cette époque, les buts inscrits en déplacement n'étaient pas considérés comme prépondérants.
| Aller - Tour préliminaire | KB Kobenhavn                            | 3 - 0   | FC Schalke 04 |                                           |                                           |
| Mardi 26 août 1958 19 H   | Vagan Birkeland 31e 46e · Bent Krog 35e | (2 - 0) |               | Parc des sports de Copenhague, Copenhague | Parc des sports de Copenhague, Copenhague |
| Mardi 26 août 1958 19 H   | Rapport                                 |         |               | Parc des sports de Copenhague, Copenhague | Parc des sports de Copenhague, Copenhague |

| Retour - Tour préliminaire   | FC Schalke 04                                                                        | 5 - 2   | KB Kobenhavn                  |                            |                            |
| Jeudi 18 septembre 1958 20 H | Bernhard Klodt 25e 34e · Helmut Sadlowski 46e · Hans Nowak 70e · Günther Brocker 72e | (2 - 0) | Erling Krogh Andersen 53e 66e | Parkstadion, Gelsenkirchen | Parkstadion, Gelsenkirchen |
| Jeudi 18 septembre 1958 20 H | Rapport                                                                              |         |                               | Parkstadion, Gelsenkirchen | Parkstadion, Gelsenkirchen |

| Appui - Tour préliminaire      | FC Schalke 04                           | 3 - 1   | KB Kobenhavn     |                         |                         |
| Mercredi 1er octobre 1958 20 H | Bernhard Klodt 57e 86e · Hans Nowak 66e | (0 - 0) | Kurt Krahmer 90e | Stade Diekman, Enschede | Stade Diekman, Enschede |
| Mercredi 1er octobre 1958 20 H | Rapport                                 |         |                  | Stade Diekman, Enschede | Stade Diekman, Enschede |

Le FC Schalke 04 se qualifie (5-5 après les 2 matchs, 8-6 après le match d'appui).
| Aller - 8e de finale           | Wolverhampton Wanderers FC | 2 - 2   | FC Schalke 04                             |                                 |                                 |
| Mercredi 12 novembre 1958 21 H | Peter Broadbent 52e 65e    | (0 - 1) | Günther Siebert 25e · Willi Koslowski 88e | Molineux Stadium, Wolverhampton | Molineux Stadium, Wolverhampton |
| Mercredi 12 novembre 1958 21 H | Rapport                    |         |                                           | Molineux Stadium, Wolverhampton | Molineux Stadium, Wolverhampton |

| Retour - 8e de finale       | FC Schalke 04                          | 2 - 1   | Wolverhampton Wanderers FC |                            |                            |
| Mardi 18 novembre 1958 20 H | Heinz Kördel 12e · Günther Siebert 35e | (2 - 0) | Alan Jackson 48e           | Parkstadion, Gelsenkirchen | Parkstadion, Gelsenkirchen |
| Mardi 18 novembre 1958 20 H | Rapport                                |         |                            | Parkstadion, Gelsenkirchen | Parkstadion, Gelsenkirchen |

Le FC Schalke 04 se qualifie (4-3 en cumulé).
| Aller - Quarts de finale     | Club Atlético de Madrid                            | 3 - 0   | FC Schalke 04          |                                 |                                 |
| Mercredi 4 mars 1959 20 H 15 | Vavá 47e · Miguel Gonzalez 73e · Joaquín Peiró 90e | (0 - 0) |                        | Stade Santiago-Bernabéu, Madrid | Stade Santiago-Bernabéu, Madrid |
| Mercredi 4 mars 1959 20 H 15 |                                                    | Rapport | Karl-Heinz Borutta 70e | Stade Santiago-Bernabéu, Madrid | Stade Santiago-Bernabéu, Madrid |

| Retour - Quarts de finale     | FC Schalke 04  | 1 - 1   | Club Atlético de Madrid |                            |                            |
| Mercredi 18 mars 1959 19 H 30 | Hans Nowak 1re | (1 - 0) | Vavá 90e                | Parkstadion, Gelsenkirchen | Parkstadion, Gelsenkirchen |
| Mercredi 18 mars 1959 19 H 30 | Rapport        |         |                         | Parkstadion, Gelsenkirchen | Parkstadion, Gelsenkirchen |

Le FC Schalke 04 est éliminé (1-4 en cumulé).

### Montée/Descente depuis l'étage inférieur
Depuis la saison 1949-1950, la Westdeutscher Fußball-und Leichtathletikverband (WFLV), avait créé la 2. Oberliga West.
En fin de saison, les deux derniers classés furent relégués et furent remplacés par les deux premiers de la 2. Oberliga West : Sportfreunde Hamborn 07 (Champion 2. Oberliga West) et Schwarz-Weiss Essen (Vice-champion 2. Oberliga West).

## Oberliga Südwest
L'Oberliga Südwest 1958-1959 (en français : Ligue supérieure de football d'Allemagne du Sud-Ouest) est une ligue de football. Elle constitue la 12e édition en tant que partie intégrante de la nouvelle formule du Championnat d'Allemagne de football.
Cette zone couvre le Sud-Ouest du pays et regroupe les Länder de Sarre et de Rhénanie-Palatinat.

### Compétition
Petit événement dans cette Oberliga Südwest, où le FK Pirmasens reconduit son titre de Südwestdeutscher Meister. Le vice-champion est le Borussia Neunkirchen qui devance le 1. FC Kaiserslautern. Celui-ci, pour la deuxième fois seulement en 12 saisons depuis 1947, manque la phase finale nationale.
Les deux derniers classés, le TuS Neuendorf et l'un des promus (SpVgg Weisenau) sont relégués vers la 2. Oberliga Südwest.

#### Légende
| Légende         |                                                                            |
| C               | Südwest Meister & qualifié pour la phase finale nationale                  |
| Q               | qualifié pour la phase finale nationale                                    |
| (T)             | Tenant du titre Oberliga Südwest 1957-1958                                 |
| R               | Relégué en 2. Oberliga Südwest en vue de la saison suivante                |
| en augmentation | club promu de la 2. Oberliga Südwest depuis la fin de la saison précédente |

#### Classement
|   |    |                             | M  | G  | N  | P  | +  | -  | Avg  | Pts |
| - | -- | --------------------------- | -- | -- | -- | -- | -- | -- | ---- | --- |
| C | 1  | FK Pirmasens (T)            | 30 | 24 | 4  | 2  | 95 | 32 | 2,97 | 52  |
| C | 2  | VfB Borussia Neunkirchen    | 30 | 22 | 4  | 4  | 95 | 35 | 2,71 | 48  |
|   | 3  | 1. FC Kaiserslautern        | 30 | 20 | 4  | 6  | 99 | 44 | 2,25 | 44  |
|   | 4  | 1. FC Saarbrücken           | 30 | 17 | 4  | 9  | 85 | 55 | 1,55 | 38  |
|   | 5  | SV Phönix 03 Ludwigshafen   | 30 | 15 | 7  | 8  | 64 | 38 | 1,68 | 37  |
|   | 6  | Sportfreunde 05 Saarbrücken | 30 | 13 | 4  | 13 | 60 | 63 | 0,95 | 30  |
|   | 7  | VfR Frankenthal             | 30 | 9  | 11 | 10 | 44 | 40 | 1,10 | 29  |
|   | 8  | SV Eintracht Trier          | 30 | 10 | 8  | 12 | 54 | 61 | 0,89 | 28  |
|   | 9  | SV Saar 05 Saarbrücken      | 30 | 10 | 6  | 14 | 54 | 82 | 0,66 | 26  |
|   | 10 | Eintracht Bad Kreuznach     | 30 | 9  | 7  | 14 | 43 | 75 | 0,57 | 25  |
|   | 11 | 1. FSV Mainz 05             | 30 | 9  | 6  | 15 | 55 | 78 | 0,71 | 24  |
|   | 12 | FV Speyer                   | 30 | 8  | 7  | 15 | 42 | 71 | 0,59 | 23  |
|   | 13 | TuRa Ludwigshafen           | 30 | 7  | 8  | 15 | 38 | 63 | 0,60 | 22  |
|   | 14 | VfR Wormatia Worms 08       | 30 | 9  | 3  | 18 | 48 | 81 | 0,59 | 21  |
| R | 15 | TuS Neuendorf               | 30 | 5  | 8  | 17 | 56 | 81 | 0,69 | 18  |
| R | 16 | SpVgg Weisenau              | 30 | 3  | 9  | 18 | 40 | 73 | 0,55 | 15  |

### Montées depuis l'étage inférieur
Depuis la saison 1951-1952, la Fußball-Regional-Verband Südwest (FRVS) a instauré une ligue constituant un 2e niveau : la 2. Oberliga Südwest.
Les deux derniers classés sont relégués en 2. Oberliga Südwest, et sont remplacés par les deux premiers de cette ligue : VfR Kaiserslautern (Champion 2. Oberliga Südwest) et Ludwigshafener SC 1925 (Vice-champion 2. Oberliga Südwest).

## Oberliga Süd
L'Oberliga Süd 1958-1959 (en français : Ligue supérieure de football d'Allemagne du Sud) est la 12e édition de la compétition en tant que partie intégrante du Championnat d'Allemagne de football.
L'Oberliga Süd couvre le Sud du pays et regroupe les Länder du Bade-Wurtemberg, de Bavière et de Hesse.

### Compétition
Tenant du titre, le Karlsruher SC s'écroule et finit à une bien modeste 9e place. Cette saison est celle du retour en grâce de l'Eintracht Frankfurt, Süddeutscher Meister devant Offenbach. Les deux clubs sont qualifiés pour la phase finale nationale au terme de laquelle, les deux clubs offrent une finale « 100 % Süddeutscher Fußball-Verband ». L'Eintracht Frankfurt remporte ce qui reste à ce jour son seule titre national.
En fin de saison, les deux clubs montants assurent leur maintien. Le Jahn Regensburg et les Stuttgarter Kickers sont renvoyés en 2. Oberliga Sud.

#### Légende
| Légende         |                                                                       |
| C               | Süddeutscher Meister & qualifié pour la phase finale nationale        |
| Q               | qualifié pour la phase finale nationale                               |
| (T)             | Tenant du titre 1957-1958                                             |
| R               | Relégué en 2. Oberliga Süd en vue de la saison suivante.              |
| en augmentation | club promu de 2. Oberliga Süd, depuis la fin de la saison précédente. |

#### Classement
|   |    |                           | M  | G  | N | P  | +  | -  | Avg  | Pts |
| - | -- | ------------------------- | -- | -- | - | -- | -- | -- | ---- | --- |
| C | 1  | SG Eintracht Frankfurt    | 30 | 22 | 5 | 3  | 71 | 25 | 0,00 | 49  |
| Q | 2  | Offenbacher FC Kickers    | 30 | 20 | 7 | 3  | 73 | 31 | 2,35 | 47  |
|   | 3  | 1. FC Nürnberg            | 30 | 19 | 5 | 6  | 80 | 38 | 2,11 | 43  |
|   | 4  | FC Bayern München         | 30 | 17 | 5 | 8  | 79 | 49 | 1,61 | 39  |
|   | 5  | VfB Stuttgart             | 30 | 11 | 8 | 11 | 61 | 49 | 1,24 | 30  |
|   | 6  | TSV 1860 München          | 30 | 12 | 6 | 12 | 61 | 57 | 1,07 | 30  |
|   | 7  | SpVgg Fürth               | 30 | 11 | 8 | 11 | 47 | 45 | 1,04 | 30  |
|   | 8  | VfR Mannheim              | 30 | 12 | 5 | 13 | 65 | 71 | 0,92 | 29  |
|   | 9  | Karlsruher SC (T)         | 0  | 12 | 4 | 14 | 73 | 69 | 1,06 | 28  |
|   | 10 | 1. FC Schweinfurt 05      | 30 | 8  | 9 | 13 | 47 | 59 | 0,80 | 25  |
|   | 11 | FSV Frankfurt             | 30 | 10 | 4 | 16 | 49 | 69 | 0,71 | 24  |
|   | 12 | SSV Reutlingen            | 30 | 9  | 6 | 15 | 44 | 71 | 0,62 | 24  |
|   | 13 | TSG 1846 Ulm              | 30 | 8  | 6 | 16 | 39 | 57 | 0,68 | 22  |
|   | 14 | SV Viktoria Aschaffenburg | 30 | 9  | 4 | 17 | 43 | 69 | 0,62 | 22  |
| R | 15 | BC Augsburg               | 30 | 9  | 2 | 19 | 53 | 85 | 0,62 | 20  |
| R | 16 | SV 07 Waldhof             | 30 | 5  | 8 | 17 | 43 | 84 | 0,51 | 18  |

### Montée / Descente depuis l'étage inférieur
Créée lors de la saison 1950-1951 par la Süddeutscher Fußball-Verband (SFV), la 2. Oberliga Süd se trouve directement inférieure à l'Oberliga et directement supérieure aux séries de Landesliga.
Les deux derniers classés sont relégués et remplacés par les deux premiers de la 2. Oberliga Süd : SV Stuttgarter Kickers (Champion) et FC Bayern Hof 1910 (Vice-champion).

## Les 9 clubs participants
| Oberligen           | Qualifiés                                     | Remarques                           | Tour d'entrée              |
| ------------------- | --------------------------------------------- | ----------------------------------- | -------------------------- |
| Oberliga Nord       | Hamburger SV SV Werder Bremen                 | Norddeutscher Meister 2e Nord       | Groupe 2 Tour préliminaire |
| Vertragsliga Berlin | SC Tasmania 1900 Berlin                       | Berliner Meister                    | Groupe 2                   |
| Oberliga West       | SC Westfalia Herne 1. FC Köln                 | Westdeutscher Meister 2e West       | Groupe 2 Groupe 1          |
| Oberliga Südwest    | FK Pirmasens VfB Borussia Neunkirchen         | Südwestdeutscher Meister 2e Südwest | Groupe 1 Tour préliminaire |
| Oberliga Süd        | SG Eintracht Frankfurt Offenbacher FC Kickers | Süddeutscher Meister 2e Süd         | Groupe 1 Groupe 2          |

### Compétition

#### Tour de qualification
Deux vice-champions disputèrent un tour préliminaire. Le vainqueur est qualifié pour la phase de groupes.
Rencontre jouée le 3 mai 1959.
| Équipe 1         | Résultat | Équipe 2                 |
| ---------------- | -------- | ------------------------ |
| SV Werder Bremen | 6-3      | VfB Borussia Neunkirchen |

- SV Werder Bremen, qualifié pour la phase de groupes.

#### Premier tour
Rencontres jouées du 19 mai 1959 au 20 juin 1959.

##### Groupe 1
| Rang | Équipe                  | Pts | J | G | N | P | Bp | Bc | Diff |  | Résultats (▼ dom., ► ext.) | OFF | HSV | HER | TAS |
| ---- | ----------------------- | --- | - | - | - | - | -- | -- | ---- |  | -------------------------- | --- | --- | --- | --- |
| 1    | Offenbacher FC Kickers  | 9   | 6 | 4 | 1 | 1 | 14 | 9  | +5   |  | Offenbacher FC Kickers     |     | 3-2 | 2-1 | 3-2 |
| 2    | Hamburger SV            | 8   | 6 | 4 | 0 | 2 | 13 | 8  | +5   |  | Hamburger SV               | 1-0 |     | 4-2 | 3-0 |
| 3    | SC Westfalia Herne      | 4   | 6 | 2 | 0 | 4 | 8  | 13 | -5   |  | SC Westfalia Herne         | 1-4 | 3-1 |     | 1-0 |
| 4    | SC Tasmania 1900 Berlin | 3   | 6 | 1 | 1 | 4 | 6  | 11 | -5   |  | SC Tasmania 1900 Berlin    | 2-2 | 0-2 | 2-0 |     |

##### Groupe 2
| Rang | Équipe                 | Pts | J | G | N | P | Bp | Bc | Diff |  | Résultats (▼ dom., ► ext.) | FRA | KÖL | PIR | BRE |
| ---- | ---------------------- | --- | - | - | - | - | -- | -- | ---- |  | -------------------------- | --- | --- | --- | --- |
| 1    | SG Eintracht Frankfurt | 12  | 6 | 6 | 0 | 0 | 26 | 11 | +15  |  | Eintracht Frankfurt        |     | 2-1 | 3-2 | 4-2 |
| 2    | 1. FC Köln             | 5   | 6 | 2 | 1 | 3 | 10 | 14 | -4   |  | 1. FC Köln                 | 2-4 |     | 3-2 | 2-2 |
| 3    | FK Pirmasens           | 4   | 6 | 2 | 0 | 4 | 16 | 18 | -2   |  | FK Pirmasens               | 2-6 | 4-0 |     | 4-1 |
| 4    | SV Werder Bremen       | 3   | 6 | 1 | 1 | 4 | 12 | 21 | -9   |  | SV Werder Bremen           | 2-7 | 0-2 | 5-2 |     |

#### Finale
| 28 juin 1959 | SG Eintracht Frankfurt                      | 5 - 3 a.p. | Offenbacher FC Kickers                      | Olympiastadion, Berlin                          |                                                 |
|              | Sztani 1re, 108e · Feigespan 14e, 92e, 119e |            | E. Kraus 8e · Preisendörfer 23e · Gast 110e | Spectateurs : 75 000 Arbitrage : Erich Asmussen | Spectateurs : 75 000 Arbitrage : Erich Asmussen |

## Bilan de la saison
| Tableau d'Honneur              |                        |
| Compétition                    | Vainqueur              |
| Championnat de RFA de football | SG Eintracht Frankfurt |
| Coupe de RFA de football       | Schwarz-Weiss Essen    |

| Qualifications européennes                   |                        |
| Coupe d'Europe des clubs champions 1959-1960 | Qualifié               |
| Finale                                       | SG Eintracht Frankfurt |
| Coupe des villes de foires 1958-1960         | Qualifié               |
| Huitièmes de finale                          | Hannover SV 96         |